# Duesenberg Model A
La Duesenberg Model A (aussi connue sous le nom de Duesenberg Straight Eight en anglais ou Duesenberg 8 En Ligne en français) est une voiture de luxe des années 1920 du constructeur américain Duesenberg.
La Duesenberg Model A était la première voiture produite avec un système de freinage hydraulique. Elle était également la première voiture produite aux États-Unis avec un moteur 8 cylindres en ligne. Elle était produite a Indianapolis dans l'Indiana entre 1921 et 1926 à l'usine Duesenberg Automobiles and Motors Company, qui fut renommée Duesenberg Motor Company en 1925.

## Contexte
La Duesenberg Automobiles et Motors Company a été fondée par Fred et August Duesenberg dans le Delaware après la Première Guerre mondiale. Les frères Duesenberg construisaient des avions et des moteurs durant la Première Guerre mondiale, au début des années 1920 ils décidèrent d'utiliser l’expérience acquise pendant ces années pour concevoir et construire des moteurs de course et leur première voiture, le Duesenberg Model A.

## Lancement et retards
La Duesenberg Straight Eight est lancée par les frères Duesenberg en fin d'année 1920 a l'Hôtel Commodore à New York. Le model exposé pour le lancement possède un moteur avec des soupapes placées horizontalement, cette configurations est une réutilisation d'un modèle de moteur marin précédemment mise au point et créé par les frères Duesenberg .
La production de la Model A ne commença qu'en 1921. Ce retard était dû à Fred Duesenberg qui décida de redessiner certains aspects de la voiture et de la mécanique. Ainsi les soupapes horizontales furent changés par des soupapes et un arbre a cames unique en tête du moteur.
Pendant ce temps le siège ainsi que l'unité de fabrication furent déplacées de Newark dans le New Jersey à Indianapolis dans l'Indiana. Les opérations de déplacement de la Duesenberg Automobiles and Motors Company furent achevés en mai 1921 alors que Fred Duesenberg n'avait toujours pas fini de redessiner le Model A.
Quand la production démarra enfin, le moteur de la Model A avait été modifié. Le moteur était désormais un moteur 4.3l 8 cylindres en ligne a 16 soupapes et arbre a cames en tête.

## Conception d'ingénierie

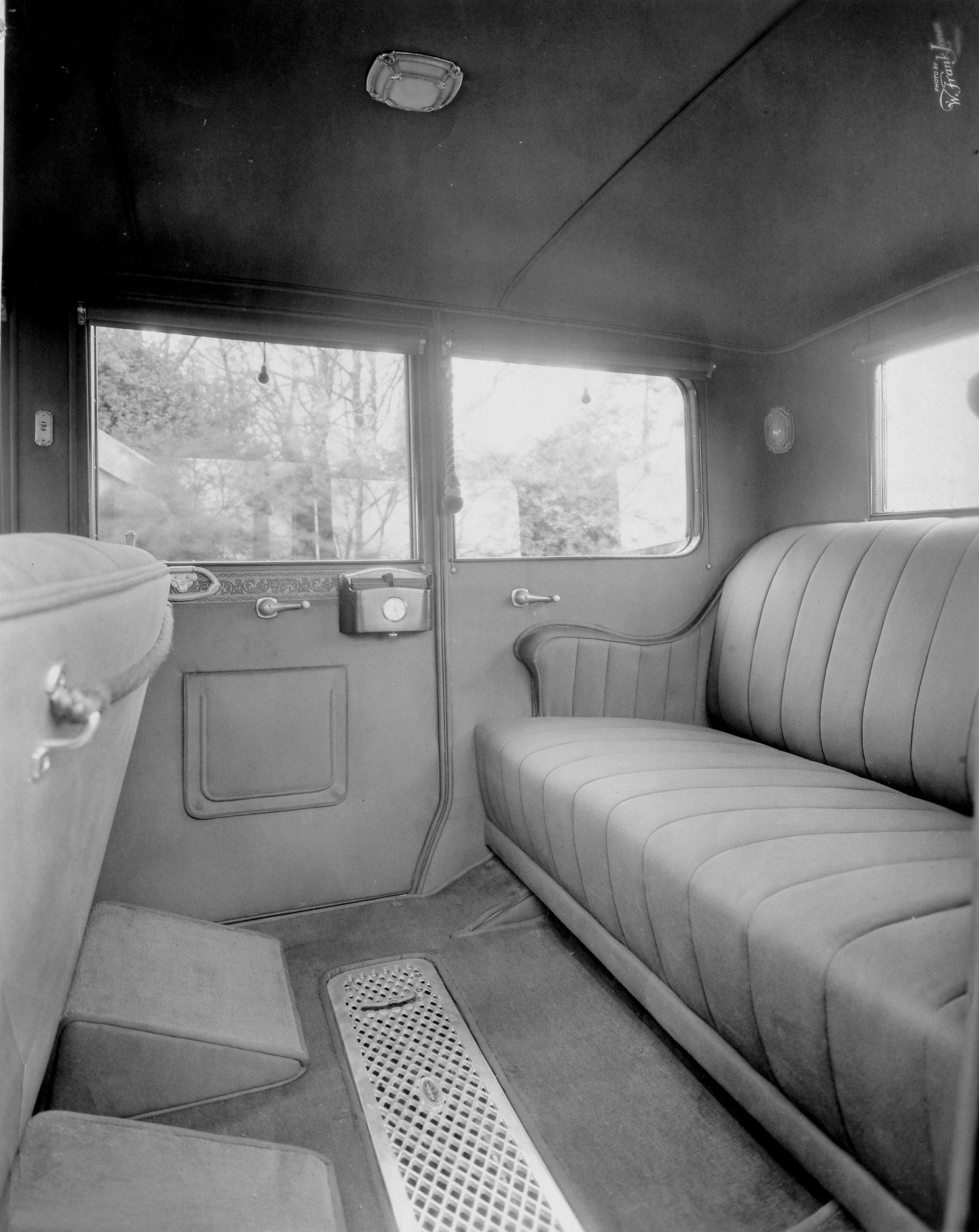
Intérieur de la Duesenberg Model A

### Transmission
La Duesenberg Model A a été, aux États-Unis, la première voiture produite en série avec un moteur 8 cylindres en ligne. Le moteur avait un bloc moteur en fonte, un culasse en fonte et un carter d'huile en aluminium.
Et bien que le prototype pour le lancement de la Model A eût un moteur à soupapes horizontales issu d'un moteur destiné à la marine fabriqué par les frères Duesenberg, le modèle produit fut un moteur à simple arbre à cames en tête à 16 soupapes (deux soupapes par cylindre) aux cylindres hémisphériques.
La transmission de la puissance du moteur aux roues arrière se fait par un embrayage a plateau unique vers une boite de vitesses à trois rapports non synchronisée. Le changement des rapports se fait par l'action d'un levier de changement de vitesse central.
L'arbre de transmission est placé dans un tube de torsion. L'entraînement de l'essieu arrière se fait par une transmission directe à une spirale hélicoïdale.

### Châssis
Le châssis du Model A est basé sur un châssis assemblé en H. L'ensemble repose sur une suspension Watson Stabilisator à lames semi-elliptiques à l'avant et à l'arrière. L'essieu avant est un simple essieu poutre tubulaire tandis que l'arrière est un essieu moteur rigide à tiges radiales.